# Вампир (журнал)
«Вампиръ» — еженедельный русский дореволюционный сатирический журнал. Издавался в Петербурге. Иллюстрированный, в числе авторов — Борис Кустодиев.
В 1906 году вышло 8 номеров (начиная с января) по 8 страниц, после чего издание прекратилось. Причины прекращения не ясны, возможно, низкий спрос. Последний номер даты не имеет.
Главный редактор — Бенедикт Авраамович Катловкер (который сам писал под псевдонимом «Вампир»), издатели — М. Я. Гидалевич и М. Б. Городецкий. Печаталось в типографии «Север» А. М. Лесмана.